# Pallacanestro Reggiana 2009-2010
La Pallacanestro Reggiana 2009-2010, sponsorizzata Trenkwalder, ha preso parte al campionato professionistico italiano di Legadue.

## Roster
|    | Naz.                                     | Ruolo | Sportivo           | Anno | Alt. | Peso |  |
| -- | ---------------------------------------- | ----- | ------------------ | ---- | ---- | ---- |  |
| 4  | Italia (bandiera)                        | GA    | Patrizio Verri     | 1988 | 195  | 82   |  |
| 5  | Stati Uniti (bandiera)                   | AC    | Jamar Smith        | 1980 | 204  | 110  |  |
| 6  | Rep. Ceca (bandiera) · Italia (bandiera) | P     | Jakub Kudláček     | 1990 | 193  | 70   |  |
| 7  | Lituania (bandiera)                      | GA    | Donatas Slanina    | 1977 | 193  | 89   |  |
| 9  | Italia (bandiera)                        | A     | Nicolò Melli       | 1990 | 205  | 100  |  |
| 11 | Italia (bandiera)                        | GA    | Giorgio Boscagin   | 1983 | 197  | 98   |  |
| 12 | Italia (bandiera)                        | P     | Robert Fultz       | 1982 | 190  | 90   |  |
| 13 | Italia (bandiera)                        | AC    | Alessandro Frosini | 1972 | 207  | 110  |  |
| 16 | Italia (bandiera)                        | GA    | Federico Pugi      | 1985 | 206  | 98   |  |

| Staff tecnico                  |
| ------------------------------ |
| Allenatore: Alessandro Ramagli |
| Assistente: Massimo Olivieri   |

## Giocatori acquisiti a stagione in corso
|    | Naz.                   | Ruolo | Sportivo                      | Anno | Alt. | Peso |  |
| -- | ---------------------- | ----- | ----------------------------- | ---- | ---- | ---- |  |
| 10 | Stati Uniti (bandiera) | G     | Paul Marigney dal 16 novembre | 1983 | 192  | 92   |  |

Legaduebasket: Dettaglio statistico